# Siphlophis worontzowi
Siphlophis worontzowi är en ormart som beskrevs av Prado 1940. Siphlophis worontzowi ingår i släktet Siphlophis och familjen snokar. Inga underarter finns listade i Catalogue of Life.
Denna orm förekommer i centrala Brasilien och i angränsande regioner av södra Peru, Bolivia och norra Paraguay. Arten lever i låglandet och i kulliga områden upp till 500 meter över havet. Den vistas i regnskogar och kanske i galleriskogar. Ibland besöker Siphlophis worontzowi betesmarker. Den har främst ödlor som föda. Honor lägger ägg.
Beståndet hotas i begränsade områden av skogsröjningar. Hela populationen antas vara stor. IUCN kategoriserar arten globalt som livskraftig.